# Susanne Maurer
Susanne Maurer (* 1958) ist eine deutsche Erziehungswissenschaftlerin und Hochschullehrerin.

## Leben
Von 1977 bis 1984 studierte sie Erziehungswissenschaft an der Universität Tübingen in der Studienrichtung Sozialpädagogik mit Schwerpunkt Jugendarbeit/Gemeinwesenarbeit (1984 Diplom in Erziehungswissenschaft, Studienrichtung Sozialpädagogik). Von 1989 bis 2002 war sie wissenschaftliche Angestellte bzw. wissenschaftliche Assistentin am Institut für Erziehungswissenschaft der Universität Tübingen, Abteilung Sozialpädagogik. Nach der Promotion 1995 zur Dr. rer. soc. mit einer Dissertation zum Thema „Zwischen Zuschreibung und Selbstgestaltung. Feministische Identitätspolitiken im Kräftefeld von Kritik, Norm und Utopie“ (Universität Tübingen) vertrat sie im Studienjahr 2001/2002 die Professur für Jugendarbeit, Jugendkultur, jugendliche Migranten an der FH Jena. Von 2003 bis 2004 vertrat sie die Professur für Sozialpädagogik an der FSU Jena. Nach der Fertigstellung 2004 und Einreichung der Habilitationsschrift (Universität Hildesheim) lehrte sie von 2004 bis zu ihrer Emeritierung 2022 als Professorin für Sozialpädagogik an der Philipps-Universität Marburg. Im Anschluss daran ist sie dort als Honorarprofessorin tätig.

## Schriften (Auswahl)
- Zwischen Zuschreibung und Selbstgestaltung. Feministische Identitätspolitiken im Kräftefeld von Kritik, Norm und Utopie. Tübingen 1996. ISBN 3-89295-610-3
- mit Bea Dörr und Gerrit Kaschuba: «Endlich habe ich einen Platz für meine Erinnerungen gefunden». Kollektives Erinnern von Frauen in Erzählcafés zum Nationalsozialismus. Pfaffenweiler 1998, ISBN 3-8255-0245-7.
- (Mithrsg.): Handbuch Sozialraum. VS Verlag für Sozialwissenschaften, Wiesbaden 2005, ISBN 978-3-322-81006-9.
- mit Susanne Weber (Hrsg.): Gouvernementalität und Erziehungswissenschaft. Wissen – Macht – Transformation. VS Verlag für Sozialwissenschaften, Wiesbaden 2006, ISBN 978-3-531-14861-8.
- mit Birgit Bütow und Karl August Chassé: Soziale Arbeit zwischen Aufbau und Abbau. Transformationsprozesse im Osten Deutschlands und die Kinder- und Jugendhilfe. Wiesbaden 2006, ISBN 3-531-14630-0.
- mit Gisela Hauss (Hrsg.): Migration, Flucht und Exil im Spiegel der sozialen Arbeit. Haupt, Bern 2010, ISBN 3-258-07559-X.
- mit Bernhard Haupert und Sigrid Schilling (Hrsg.): Biografiearbeit und Biografieforschung in der sozialen Arbeit. Beiträge zu einer rekonstruktiven Perspektive sozialer Professionen. Lang, Frankfurt/M. 2010, ISBN 978-3-0343-0406-1.
- (Mithrsg.): Soziale Arbeit in Gesellschaft. Teil der Lösung – Teil des Problems? Lang, Frankfurt/M. 2012, ISBN 978-3-0343-1178-6.
- (Mithrsg.): Verkörperte Heterotopien. Zur Materialität und (Un-)Ordnung ganz anderer Räume (= Soma studies, Bd. 3). Transcript, Bielefeld 2018, ISBN 978-3-8376-3873-8.